# کوسای
کوسای (انگلیسی: Così) شرکت خرده‌فروشی آمریکایی است، که در سال ۱۹۹۶ تأسیس شد.